# ماسور (خرم‌آباد)
محله ماسور یکی از بزرگ‌ترین و مهم‌ترین محله‌های شهر خرم‌آباد می‌باشد.ماسور از قدیمی ترین مناطق مسکونی خرم‌آباد است که تپه باستانی ماسور که حاوی آثار بسیار کهن تاریخی است در آن قرار دارد.

## جمعیت
این محله نزدیک به۷۵۰۰۰ نفر  و بیش از (۱۵۰۰۰ خانوار) جمعیت دارد. ساکنان این منطقه از ایلات بالاگریوه و سادات شاهنشاهی وند و ... می باشند.و به زبان لری بالاگریوه‌ای صحبت می‌کنند.